# Copa Apertura 2000
La Copa de Apertura 2000 fue la 28ª edición de la Copa Chile. La competición se inició en 19 de febrero de 2000 y concluyó en 16 de mayo de ese año. Universidad de Chile ganó el título por tercera vez, al vencer a Santiago Morning por un marcador de 2-1 en la final. 
En esta edición participaron solo clubes de Primera División divididos en 4 grupos de 4 equipos, solamente el ganador de cada grupo, pasa automáticamente a semifinales.

## Fase de grupos

### Grupo A
| Pos | Equipo               | PJ | PG | PE | PP | GF | GC | Dif | Pts |
| --- | -------------------- | -- | -- | -- | -- | -- | -- | --- | --- |
| 1   | Universidad de Chile | 6  | 4  | 2  | 0  | 15 | 3  | +12 | 14  |
| 2   | Unión Española       | 6  | 3  | 2  | 1  | 19 | 12 | +7  | 11  |
| 3   | Deportes Concepción  | 6  | 1  | 3  | 2  | 4  | 10 | -6  | 6   |
| 4   | O'Higgins            | 6  | 0  | 1  | 5  | 4  | 17 | -13 | 1   |

### Grupo B
| Pos | Equipo               | PJ | PG | PE | PP | GF | GC | Dif | Pts |
| --- | -------------------- | -- | -- | -- | -- | -- | -- | --- | --- |
| 1   | Santiago Morning     | 6  | 4  | 1  | 1  | 9  | 4  | +5  | 13  |
| 2   | Universidad Católica | 6  | 3  | 2  | 1  | 7  | 6  | +1  | 11  |
| 3   | Audax Italiano       | 6  | 2  | 2  | 2  | 11 | 8  | +3  | 8   |
| 4   | Santiago Wanderers   | 6  | 0  | 1  | 5  | 0  | 9  | -9  | 1   |

### Grupo C
| Pos | Equipo                | PJ | PG | PE | PP | GF | GC | Dif | Pts |
| --- | --------------------- | -- | -- | -- | -- | -- | -- | --- | --- |
| 1   | Colo-Colo             | 6  | 5  | 1  | 0  | 16 | 5  | +11 | 16  |
| 2   | Huachipato            | 6  | 2  | 2  | 2  | 12 | 8  | +4  | 8   |
| 3   | Provincial Osorno     | 6  | 2  | 0  | 4  | 12 | 14 | -2  | 6   |
| 4   | Deportes Puerto Montt | 6  | 1  | 1  | 4  | 6  | 19 | -13 | 4   |

### Grupo D
| Pos | Equipo         | PJ | PG | PE | PP | GF | GC | Dif | Pts |
| --- | -------------- | -- | -- | -- | -- | -- | -- | --- | --- |
| 1   | Cobreloa       | 6  | 4  | 1  | 1  | 11 | 4  | +7  | 13  |
| 2   | Everton        | 6  | 3  | 0  | 3  | 6  | 7  | -1  | 9   |
| 3   | Palestino      | 6  | 2  | 1  | 3  | 5  | 8  | -3  | 7   |
| 4   | Coquimbo Unido | 6  | 2  | 0  | 4  | 3  | 6  | -3  | 6   |

## Fase Final

### Desarrollo
|  | Semifinales                             | Semifinales      |                                       |   | Final | Final |
|  |                                         |                  |                                       |   |       |       |
|  | 3 de mayo de 2000 - Estadio Nacional    |                  |                                       |   |       |       |
|  |                                         |                  |                                       |   |       |       |
|  | Universidad de Chile                    | 3                |                                       |   |       |       |
|  | Universidad de Chile                    | 3                | 11 de mayo de 2000 - Estadio Nacional |   |       |       |
|  | Colo-Colo                               | 1                |                                       |   |       |       |
|  | Colo-Colo                               | 1                | Universidad de Chile                  | 2 |       |       |
|  | 4 de mayo de 2000 - Estadio Santa Laura |                  | Universidad de Chile                  | 2 |       |       |
|  |                                         | Santiago Morning | 1                                     |   |       |       |
|  | Santiago Morning                        | Santiago Morning | 1                                     | 4 |       |       |
|  | Santiago Morning                        |                  |                                       | 4 |       |       |
|  | Cobreloa                                | 0                |                                       |   |       |       |
|  | Cobreloa                                | 0                | Tercer y cuarto puesto                |   |       |       |
|  |                                         |                  |                                       |   |       |       |
|  | 16 de mayo de 2000 - Estadio Sausalito  |                  |                                       |   |       |       |
|  |                                         |                  |                                       |   |       |       |
|  | Cobreloa                                | 1(4)             |                                       |   |       |       |
|  | Cobreloa                                | 1(4)             |                                       |   |       |       |
|  | Colo-Colo                               | 1(2)             |                                       |   |       |       |

### Semifinales[1]
| 3 de mayo de 2000, | Universidad de Chile                           | 3:1 | Colo-Colo  | Estadio Nacional, Santiago                                         |                                                                    |
|                    | Flores 29' (a.g.) · González 79' · Barrera 88' |     | Sierra 37' | Asistencia: 15.000 (aprox.) espectadores Árbitro(s): Mario Sánchez | Asistencia: 15.000 (aprox.) espectadores Árbitro(s): Mario Sánchez |

- Clasifica: Universidad de Chile.

| 4 de mayo de 2000, | Santiago Morning                                  | 4:0 | Cobreloa | Estadio Santa Laura, Santiago                                  |                                                                |
|                    | Carreño 55' · Ibarra 65' · Martel 67' · Arrué 75' |     |          | Asistencia: 3.000 (aprox.) espectadores Árbitro(s): Pablo Pozo | Asistencia: 3.000 (aprox.) espectadores Árbitro(s): Pablo Pozo |

- Clasifica: Santiago Morning.

### Tercer Puesto[2]
| 16 de mayo de 2000, | Colo-Colo                            | 0:0 (2:4 p.)               | Cobreloa                          | Estadio Sausalito, Viña del Mar                                   |  |
|                     |                                      |                            |                                   | Asistencia: 700 (aprox.) espectadores Árbitro(s): Christian Lemus |  |
|                     |                                      | Tiros desde el punto penal |                                   |                                                                   |  |
|                     | Guajardo · Sarabia · Zúñiga · Flores |                            | Cornejo · Donoso · Díaz · Miranda |                                                                   |  |

- Tercer Lugar: Cobreloa.

### Final
La final se disputó el 11 de mayo de 2000 en el Estadio Nacional.
|       | POR   | Sergio Vargas     |     |
|       | DEF   | Ricardo Rojas     |     |
|       | DEF   | Ronald Fuentes    |     |
|       | DEF   | Rafael Olarra     |     |
|       | MED   | Eduardo Arancibia |     |
|       | MED   | Clarence Acuña    |     |
|       | MED   | Pablo Galdames    |     |
|       | MED   | Mauricio Aros     |     |
|       | MED   | Rodrigo Tello     |     |
|       | DEL   | Diego Rivarola    | 71' |
|       | DEL   | Pedro González    |     |
| D. T. | D. T. | César Vaccia      |     |

|       | POR   | Carlos Tejas      |     |
|       | DEF   | Juan González     |     |
|       | DEF   | Pablo Lenci       |     |
|       | DEF   | Marco Muñoz       |     |
|       | MED   | Manuel Ibarra     |     |
|       | MED   | Joel Reyes        |     |
|       | MED   | Alexis Garrido    |     |
|       | MED   | Francisco Cañete  | 80' |
|       | DEL   | Francisco Arrué   | 85' |
|       | DEL   | Juan Carreño      |     |
|       | DEL   | Fernando Martel   |     |
| D. T. | D. T. | Sergio Nichiporuk |     |

|  | DEL | Rodrigo Barrera | 71' |

|  | DEL | Francis Ferrero | 80' |
|  | MED | José Ortega     | 85' |

| 25' · 118' | Clarence Acuña | 1:0 2:1 |

| 54' | Fernando Martel | 1:1 |

| Amonestado · Amonestado | Ricardo Rojas Eduardo Arancibia |

| Amonestado · Amonestado · Amonestado | Francisco Arrué Juan Carreño José Ortega |

| Principal | Carlos Robles |

|       | POR   | Sergio Vargas     |     |
|       | DEF   | Ricardo Rojas     |     |
|       | DEF   | Ronald Fuentes    |     |
|       | DEF   | Rafael Olarra     |     |
|       | MED   | Eduardo Arancibia |     |
|       | MED   | Clarence Acuña    |     |
|       | MED   | Pablo Galdames    |     |
|       | MED   | Mauricio Aros     |     |
|       | MED   | Rodrigo Tello     |     |
|       | DEL   | Diego Rivarola    | 71' |
|       | DEL   | Pedro González    |     |
| D. T. | D. T. | César Vaccia      |     |

|       | POR   | Carlos Tejas      |     |
|       | DEF   | Juan González     |     |
|       | DEF   | Pablo Lenci       |     |
|       | DEF   | Marco Muñoz       |     |
|       | MED   | Manuel Ibarra     |     |
|       | MED   | Joel Reyes        |     |
|       | MED   | Alexis Garrido    |     |
|       | MED   | Francisco Cañete  | 80' |
|       | DEL   | Francisco Arrué   | 85' |
|       | DEL   | Juan Carreño      |     |
|       | DEL   | Fernando Martel   |     |
| D. T. | D. T. | Sergio Nichiporuk |     |

|  | DEL | Rodrigo Barrera | 71' |

|  | DEL | Francis Ferrero | 80' |
|  | MED | José Ortega     | 85' |

| 25' · 118' | Clarence Acuña | 1:0 2:1 |

| 54' | Fernando Martel | 1:1 |

| Amonestado · Amonestado | Ricardo Rojas Eduardo Arancibia |

| Amonestado · Amonestado · Amonestado | Francisco Arrué Juan Carreño José Ortega |

| Principal | Carlos Robles |

|       | POR   | Sergio Vargas     |     |
|       | DEF   | Ricardo Rojas     |     |
|       | DEF   | Ronald Fuentes    |     |
|       | DEF   | Rafael Olarra     |     |
|       | MED   | Eduardo Arancibia |     |
|       | MED   | Clarence Acuña    |     |
|       | MED   | Pablo Galdames    |     |
|       | MED   | Mauricio Aros     |     |
|       | MED   | Rodrigo Tello     |     |
|       | DEL   | Diego Rivarola    | 71' |
|       | DEL   | Pedro González    |     |
| D. T. | D. T. | César Vaccia      |     |

|       | POR   | Carlos Tejas      |     |
|       | DEF   | Juan González     |     |
|       | DEF   | Pablo Lenci       |     |
|       | DEF   | Marco Muñoz       |     |
|       | MED   | Manuel Ibarra     |     |
|       | MED   | Joel Reyes        |     |
|       | MED   | Alexis Garrido    |     |
|       | MED   | Francisco Cañete  | 80' |
|       | DEL   | Francisco Arrué   | 85' |
|       | DEL   | Juan Carreño      |     |
|       | DEL   | Fernando Martel   |     |
| D. T. | D. T. | Sergio Nichiporuk |     |

|  | DEL | Rodrigo Barrera | 71' |

|  | DEL | Francis Ferrero | 80' |
|  | MED | José Ortega     | 85' |

| 25' · 118' | Clarence Acuña | 1:0 2:1 |

| 54' | Fernando Martel | 1:1 |

| Amonestado · Amonestado | Ricardo Rojas Eduardo Arancibia |

| Amonestado · Amonestado · Amonestado | Francisco Arrué Juan Carreño José Ortega |

| Principal | Carlos Robles |

|       | POR   | Sergio Vargas     |     |
|       | DEF   | Ricardo Rojas     |     |
|       | DEF   | Ronald Fuentes    |     |
|       | DEF   | Rafael Olarra     |     |
|       | MED   | Eduardo Arancibia |     |
|       | MED   | Clarence Acuña    |     |
|       | MED   | Pablo Galdames    |     |
|       | MED   | Mauricio Aros     |     |
|       | MED   | Rodrigo Tello     |     |
|       | DEL   | Diego Rivarola    | 71' |
|       | DEL   | Pedro González    |     |
| D. T. | D. T. | César Vaccia      |     |

|       | POR   | Carlos Tejas      |     |
|       | DEF   | Juan González     |     |
|       | DEF   | Pablo Lenci       |     |
|       | DEF   | Marco Muñoz       |     |
|       | MED   | Manuel Ibarra     |     |
|       | MED   | Joel Reyes        |     |
|       | MED   | Alexis Garrido    |     |
|       | MED   | Francisco Cañete  | 80' |
|       | DEL   | Francisco Arrué   | 85' |
|       | DEL   | Juan Carreño      |     |
|       | DEL   | Fernando Martel   |     |
| D. T. | D. T. | Sergio Nichiporuk |     |

|  | DEL | Rodrigo Barrera | 71' |

|  | DEL | Francis Ferrero | 80' |
|  | MED | José Ortega     | 85' |

| 25' · 118' | Clarence Acuña | 1:0 2:1 |

| 54' | Fernando Martel | 1:1 |

| Amonestado · Amonestado | Ricardo Rojas Eduardo Arancibia |

| Amonestado · Amonestado · Amonestado | Francisco Arrué Juan Carreño José Ortega |

| Principal | Carlos Robles |

## Campeón
| Universidad de Chile           |
| Universidad de Chile 3° Título |

## Goleadores
| Jugador            | Equipo               | Goles |
| ------------------ | -------------------- | ----- |
| Fernando Martel    | Santiago Morning     | 7     |
| Sebastián González | Colo-Colo            | 6     |
| Diego Rivarola     | Universidad de Chile | 5     |
| José Luis Sierra   | Colo-Colo            | 5     |
| José Luis Díaz     | Unión Española       | 5     |
| Julio Rodríguez    | Unión Española       | 5     |